# Гінда
Гінда (рум. Ghinda) — село у повіті Бистриця-Несеуд в Румунії. Адміністративно підпорядковане місту Бистриця.
Село розташоване на відстані 322 км на північ від Бухареста, 5 км на схід від Бистриці, 83 км на північний схід від Клуж-Напоки.

## Населення
За даними перепису населення 2002 року у селі проживали 724 особи. Рідною мовою 719 осіб (99,3%) назвали румунську.
Національний склад населення села:
| Національність | Кількість осіб | Відсоток |
| -------------- | -------------- | -------- |
| румуни         | 696            | 96,1%    |
| цигани         | 16             | 2,2%     |
| німці          | 6              | 0,8%     |